# Задвуже (ґміна)
Ґміна Задвуже (пол. Gmina Zadwórze) — колишня (1934-1939 рр.) сільська ґміна Перемишлянського повіту Тарнопольського воєводства Польської республіки (1918—1939) рр. Центром ґміни було село Задвір'я.

1 серпня 1934 р. було створено ґміну Задвуже у Перемишлянському повіті. До неї увійшли сільські громади: Ляшкі Крулєвскє, Полоніце, Полтев, Задвуже.

У 1934 р. територія ґміни становила 67,44 км². Населення ґміни станом на 1931 рік становило 6559 осіб. Налічувалось 1182 житлових будинків.
В 1940 р. ґміна ліквідована у зв’язку з утворенням Глинянського району.